# جان بنت (بازیکن هاکی روی چمن)
جان بنت (انگلیسی: John Bennett; ۱۱ اوت ۱۸۸۵ – ۲۵ مهٔ ۱۹۷۳) بازیکن هاکی روی چمن و بازیکن کریکت اهل بریتانیا بود.